# 双葉さん家の姉弟
『双葉さん家の姉弟』（ふたばさんちのきょうだい）は、佃煮のりおによる日本の漫画。『ヤングアニマル』（白泉社発行）にて2017年7号から連載された。2019年2号に第41話を掲載後は休載している。佃煮のりおの白泉社での初連載作品。双子の姉弟・寧子と乙宏を中心とした、かわいい下ネタやイチャイチャな描写が特徴で、それまでの作者の連載作品同様、男の娘も登場するコメディ漫画。作品のキャッチは「弟LOVEなエロかわお姉ちゃんとの癒しコメディ♡」。

## あらすじ
成績優秀かつ眉目秀麗な女子高生・双葉寧子。学園内では誰もが憧れるお姉さん的な存在だが、家に帰ると実の弟の乙宏にベタベタな甘えん坊に豹変する。

## 登場人物
双葉 寧子（ふたば ねいこ）
声 - 赤﨑千夏（ゲーム版）
2年生。8月8日生まれ。乙宏の双子の姉。生徒会長を務め、成績優秀かつ学園内では美人でしっかり者と評価され人気も高い。しかし実は相当なブラコンであり、家では乙宏を「おとくん」と呼んでベタベタしたがり、高校生であるにもかかわらず一緒に入浴したがることもある。
双葉 乙宏（ふたば おとひろ）
2年生。寧子の双子の弟。8月8日生まれ。周囲から優秀な寧子と比較されることへの反抗心から髪を金髪に染めたり、他の生徒からの嫉妬を避けるために学校内では寧子と話さないようにしているが、誰よりも彼女を知る一番の理解者で、本人も時々甘えん坊になる一面もある。家庭科系男子。。
二宮 妹子（にのみや まいこ）
2年生。寧子と乙宏の同級生。終始クールな態度だが、根は優しい。学内では同じく双子である寧子と乙宏と過ごすことが多く、自分の双子の兄の阿仁には素直になれない様子。乙宏と寧子が近親相姦ではないかと疑っている。
二宮 阿仁（にのみや あにぃ）
妹子の双子の兄。2年生。妹子や後輩からは「あにぃちゃん」と呼ばれている。乙宏が始めたバイト先で出会ったかわいらしい同僚。バイト先に寧子と妹子が訪れたことで、阿仁が妹子の双子の兄で女装男子、そして同じ学校に通う同級生ということが判明する。たまに男らしさをみせることもある。女装に傾倒するようになったのは、幼いころに起こった出来事が原因となっている。
小林 大吉（こばやし だいきち）
1年生。愛音の義弟。家庭の事情で愛音と家族になった。初めの頃はギャルに偏見を持っていたが、作中の漫画「パティキュート」を通して仲良くなった。愛音に対して過保護。生徒会の副会長。寧子に想いを寄せている。
小林 愛音（こばやし あいね）
1年生。大吉の義姉。ギャルだが純情。ギャルではあるが、周りにオタクを隠し通しているらしい。「パティキュート」を通して大吉と仲良くなった。大吉を気にかけているが、当人は気付いていない。
尾根澤 ショウタ（おねざわ ショウタ）
寧子と乙宏の従弟。小学4年生。美人のお姉さんが大好き。乙宏とはあまり仲が良くなく、ケンカをすることも多い。幼いころに母親を亡くして、家事全般が出来る姉の千代は自分にとって最高の母と考えている。
尾根澤 千代（おねざわ ちよ）
寧子と乙宏の従姉妹。ショウタの7歳上の姉。弟にかなり優しい理想の姉兼母。しかしその一方で、よくパンツを穿き忘れるうっかりな一面も。
百瀬 アリス（ももせ アリス）
双葉家の近所の一人娘。小学4年生。1人遊びに慣れていたが友達のショウタと双葉姉弟と共にボードゲームで遊び、その楽しさを知る。年上好きのショウタをドキッとさせる逸材。寧子と乙宏を「ママ、パパ」と呼ぶ。

## オンラインゲーム
2018年6月29日配信開始。「RPG アツマール」にてプレイ可能なブラウザゲーム。ミニゲームをクリアして寧子（声 - 赤﨑千夏）のボイス（全90種）を集めていく内容。
主題歌「Summer☆Girl」
作詞・歌 - 佃煮のりお

## 書誌情報
- 佃煮のりお『双葉さん家の姉弟』白泉社〈ヤングアニマルコミックス〉既刊4巻（2018年11月29日現在）
  1. 2017年8月29日発売、ISBN 978-4-592-16056-4
  2. 2018年1月29日発売、ISBN 978-4-592-16057-1
  3. 2018年6月29日発売、ISBN 978-4-592-16058-8
  4. 2018年11月29日発売、ISBN 978-4-592-16059-5